# NGC 6716
NGC 6716 is een open sterrenhoop in het sterrenbeeld Boogschutter. Het hemelobject werd op 14 juli 1830 ontdekt door de Britse astronoom John Herschel.

## Synoniemen
- OCL 46
- ESO 592-SC5